# Atheta mahnerti
Atheta mahnerti – gatunek chrząszcza z rodziny kusakowatych i podrodziny rydzenic.
Gatunek ten opisał po raz pierwszy w 1995 roku Roberto Pace na łamach „Revue suisse de Zoologie”. Jako lokalizację typową wskazano Loita Hills w kenijskim hrabstwie Narok. Epitet gatunkowy nadano na cześć Volkera Mahnerta.
Chrząszcz o błyszczącym, wydłużonym w zarysie ciele długości 2,9 mm. Głowa jest brązowa, o zatartym siateczkowaniu i punktowaniu. Czułki mają rudożółte człony pierwszy i drugi oraz rudobrązowe człony pozostałe. Rudobrązowe przedplecze ma bardzo płytko siateczkowaną i wyraźnie ziarenkowaną powierzchnię. Również rudobrązowe pokrywy są wyraźnie siateczkowane i ze słabo widocznym ziarenkowaniem. Barwa odnóży jest rudożółta. Odwłok jest rudobrązowy z brązowymi wolnymi urotergitami segmentów trzeciego, czwartego i piątego. Powierzchnia odwłoka jest wyraźnie siateczkowana. Genitalia samca mają edeagus podobny do tego u A. paludosa, ale o węższej części wierzchołkowej i tęższym elemencie kopulacyjnym w worku wewnętrznym. Genitalia samicy mają spermatekę podobną do tej u A. paludosa, ale większą i o szerokiej, przysadzistej, silnie zesklerotyzowanej części dystalnej.
Owad afrotropikalny, znany wyłącznie z Kenii.